# Yang-Ming-Chiao-Tung-Nationaluniversität
Die Yang-Ming-Chiao-Tung-Nationaluniversität (chinesisch 國立陽明交通大學 / 国立阳明交通大学, Pinyin Gúolì Yángmíng Jiāotōng Dàxúe, Tongyong Pinyin Gúolì Yángmíng Jiaotōng Dàsyúe, abgekürzt: NYCU) ist eine staatliche Universität in Taiwan. Derzeit gibt es 19 Fakultäten, 74 Forschungszentren auf Universitäts- / College-Ebene und ein Krankenhaus.

## Geschichte

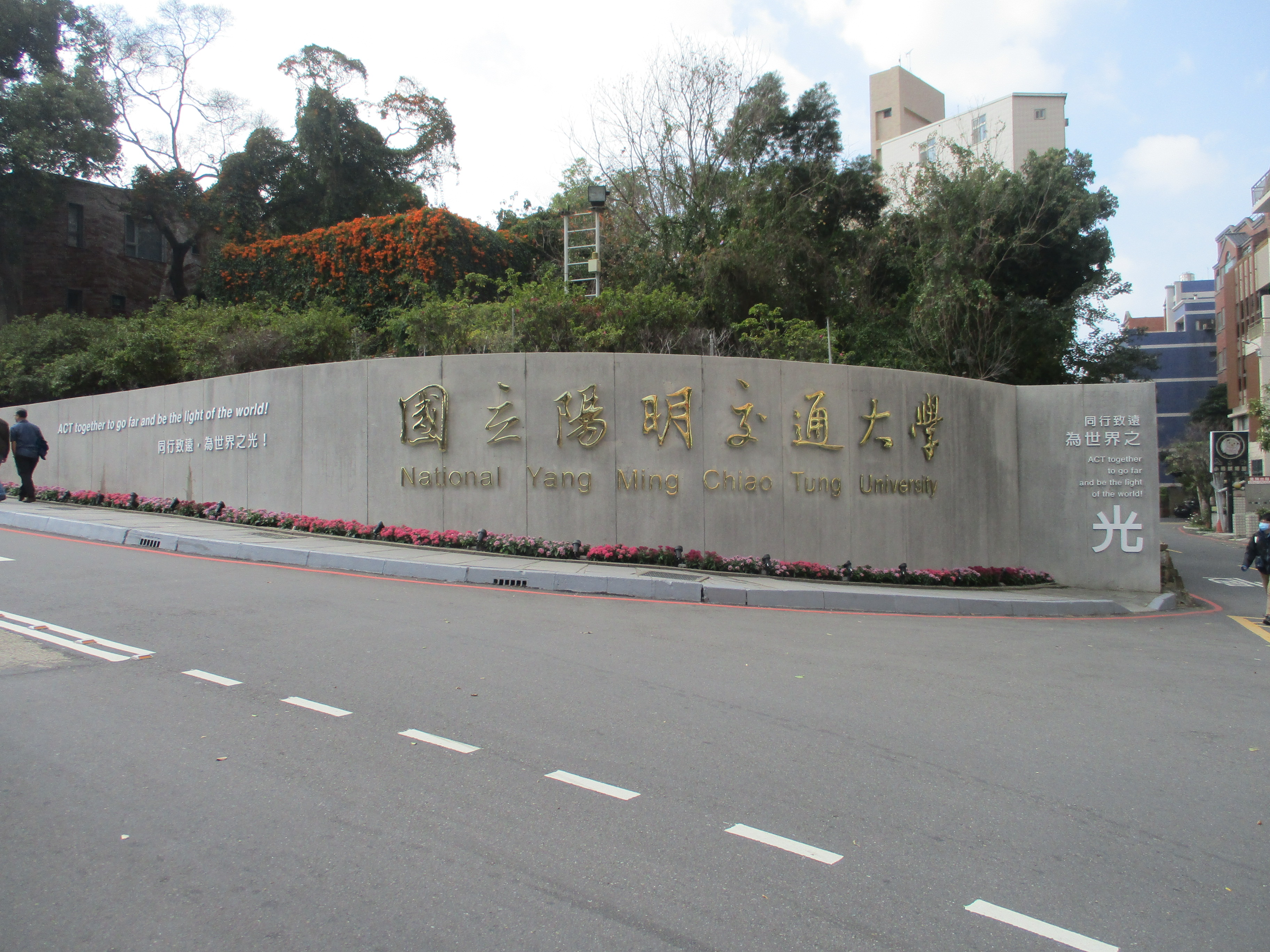
Nordtor des NYCU Campus Guangfu

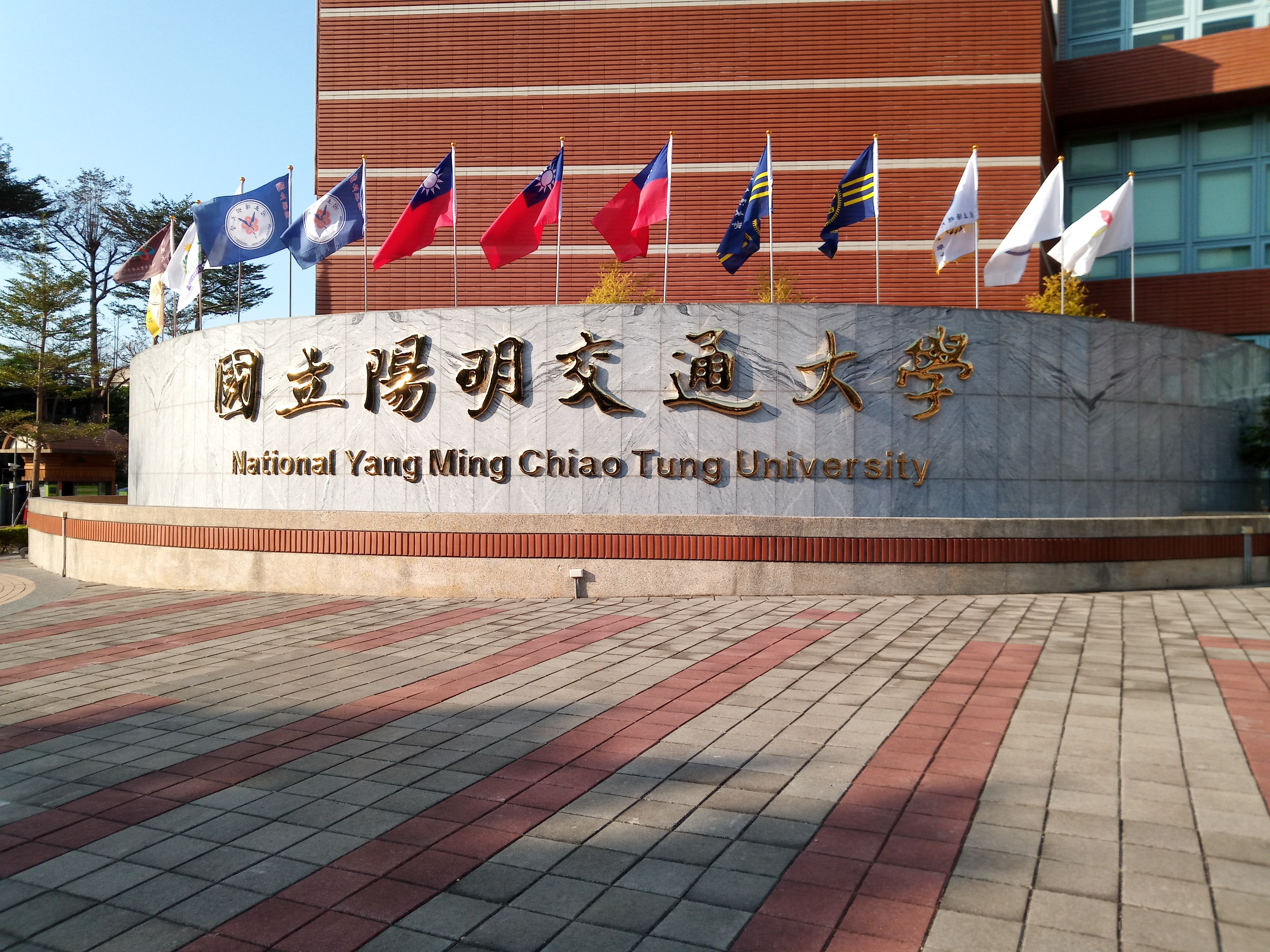
NYCU Campus Yangming

Die Universität wurde am 1. Februar 2021 durch Fusion der Yang-Ming-Nationaluniversität (NYMU) und der Chiao-Tung-Nationaluniversität (NCTU) gegründet. Planungen zur Fusion der beiden Universitäten gab es schon seit 20 Jahren. Der Exekutiv-Yuan, die taiwanische Regierung und das Bildungsministerium hatten den Fusionsplan im August 2020 gebilligt. Zum Zeitpunkt der Eröffnung verfügte die NYCU über etwa 1400 Lehrkräfte und hatte annähernd 20.000 Studenten. Die universitären Institutionen verteilten sich auf neun Campusse mit einer Fläche von 19 Hektar. Die Fusion vereinte zwei Hochschulen mit unterschiedlichen Schwerpunkten. Während die NCTU ihren Schwerpunkt in den Ingenieurwissenschaften hatte, war die NYMU vor allem für ihr biomedizinisches Forschungs- und Ausbildungsprogramm bekannt. Durch die Fusion sollten Synergien, beispielsweise im Feld der Robotik und Telemedizin geschaffen werden.

## Standorte
Nach dem im April 2020 veröffentlichten Fusionsplan verteilten sich die Flächen von NYMU (517.162,17 m²) und NCTU (878.888,52 m²) auf folgende Standorte:
| Bezeichnung                         | Standort                    | Fläche (m²) | früher |
| ----------------------------------- | --------------------------- | ----------- | ------ |
| Campus Yangming (陽明校區)          | Shihlin und Beitou (Taipeh) | 499.664,79  | NYMU   |
| Campus Lanyang (蘭陽校區)           | Yilan (Landkreis Yilan)     | 017.497,38  | NYMU   |
| Campus Guangfu (光復校區)           | Ostbezirk (Hsinchu)         | 627.260,42  | NYCU   |
| Campus Boai (博愛校區)              | Ostbezirk (Hsinchu)         | 142.842,95  | NYCU   |
| Campus Taipeh (chinesisch 台北校區) | Zhongzheng (Taipeh)         | 01.793,00   | NYCU   |
| Campus Guiren (歸仁校區)            | Guiren (Tainan)             | 081.991,00  | NYCU   |
| Campus Liujia (六家校區)            | Zhubei (Landkreis Hsinchu)  | 025.001,15  | NYCU   |

Der Hauptcampus der fusionierten Universität ist im Bezirk Zhongli von Taoyuan geplant und im Bau.